# NGC 2078
NGC 2078 (другое обозначение — ESO 57-EN10, N159F) — эмиссионная туманность в созвездии Золотой Рыбы, расположенная в Большом Магеллановом Облаке. Открыта Джоном Гершелем в 1834 году. В ней расположен источник рентгеновского излучения LMC X-1. Её возраст составляет менее 10 миллионов лет.
Этот объект входит в число перечисленных в оригинальной редакции «Нового общего каталога».